# Bombus sololensis
Bombus sololensis là một loài Hymenoptera trong họ Apidae. Loài này được Franklin mô tả khoa học năm 1913.